# Waldstetten (Bade-Wurtemberg)
Pour les articles homonymes, voir Waldstetten.
Waldstetten est une commune de Bade-Wurtemberg (Allemagne), située dans l'arrondissement d'Ostalb, dans la région de Wurtemberg-de-l'Est, dans le district de Stuttgart.